# Ullevål Hageby
Ullevål Hageby er et boligområde i bydelen Nordre Aker i Oslo vest, opkaldt efter – og ligger på dele af – Store Ullevål gård. Boligerne i Ullevål Hageby udgør boligforeningen Oslo Havebyselskap. Det bor 2337 personer i området (per 1. januar 2009).